# 俟地歸
俟地歸，曾為拓跋部將領，北魏時任橫野將軍。其後世孫李賢、李遠、李穆為北周著名官員。

## 生平
俟地歸的生平主要出自其後代，李賢與李建的墓誌銘。
自称先祖為李陵，在李陵投降匈奴後，其家族長期在北方草原生活。俟地歸率其部落加入拓跋部，随拓跋诘汾南下，以㩉拔氏為氏。